# Ermita de Santa Llúcia (Aiora)
L'Ermita de Santa Llúcia es troba en el municipi d'Aiora, Comunitat Valenciana, fora del nucli urbà. es tracta d'una ermita catalogada com Bé de Rellevància Local, amb codi: 46.19.044-010, segons consta en la Direcció general de Patrimoni Artístic de la Generalitat Valenciana.
Aquesta ermita –segons en Eufrosino Martínez Azorín, cronista d'Aiora– està situada al barri de la Solana, que és el més gran de la població, en el mateix lloc que va ocupar l'antiga mesquita.
El carrer en la qual s'alça era coneguda antigament com el carrer del Forn de la Moreria i avui dia porta el mateix nom que l'ermita, la qual es va edificar l'any 1607. En 1898 es va derrocar l'ermita i és construïda de nou per don Rafael Perades Gumiel, encarregant la direcció d'obra al mestre paleta García Barberán. La seva terminació data del dia 12 de març de 1900.

## Descripció
Edifici de portada de llinda sobre la qual hi ha una fornícula cega que conté la imatge de la santa. Aquesta rematada la façana per l'espadanya de tres arcs amb campana en un d'ells.
Ermita d'estil neoclàssic amb nau rectangular i pis disposat romboidalment. En les parets, entre pilastres, hi ha sis altars laterals, dedicats a: Sant Antoni, Sant Pasqual Bailón, La Inmaculada, Sant Joan Nen, La Verge del Carmen i Sant Roc.
L'altar major compta amb un retaule pintat per En Casimiro Escribá, en el centre del qual es troba la imatge de Santa Llúcia.